# Rebutia fabrisii aureiflora
V rozsahu druhu Rebutia fabrisii tvoří varieta aureiflora zajímavou odchylku barvou květů, podle které dostala své jméno, aureiflorus znamená zlatožlutě kvetoucí.

## Rebutia fabrisiiRausch var.aureifloraRausch
Rausch, Walter; Kakteen und andere Sukkulenten, 28: 53, 1977
Sekce Rebutia, řada Fabrisii
Synonyma: 
- Rebutia prolifera var. aureiflora Rausch nom.nud., seznamy polních čísel

### Popis
Stonky odnožující, tvořící trsy až o mnoha desítkách těl, kulovité, až 20 mm široké, v kultuře často zřetelně delší. Žeber až 14, spirálovitá, rozložená do 2 mm velkých, plochých, okrouhlých hrbolků; areoly oválné, 1,5 mm dlouhé, bíle vlnaté. Okrajových trnů asi 20, 2–7 mm dlouhé, sklovitě bílé až nažloutlé s hnědou špičkou; středových trnů až 10, málo odlišné.

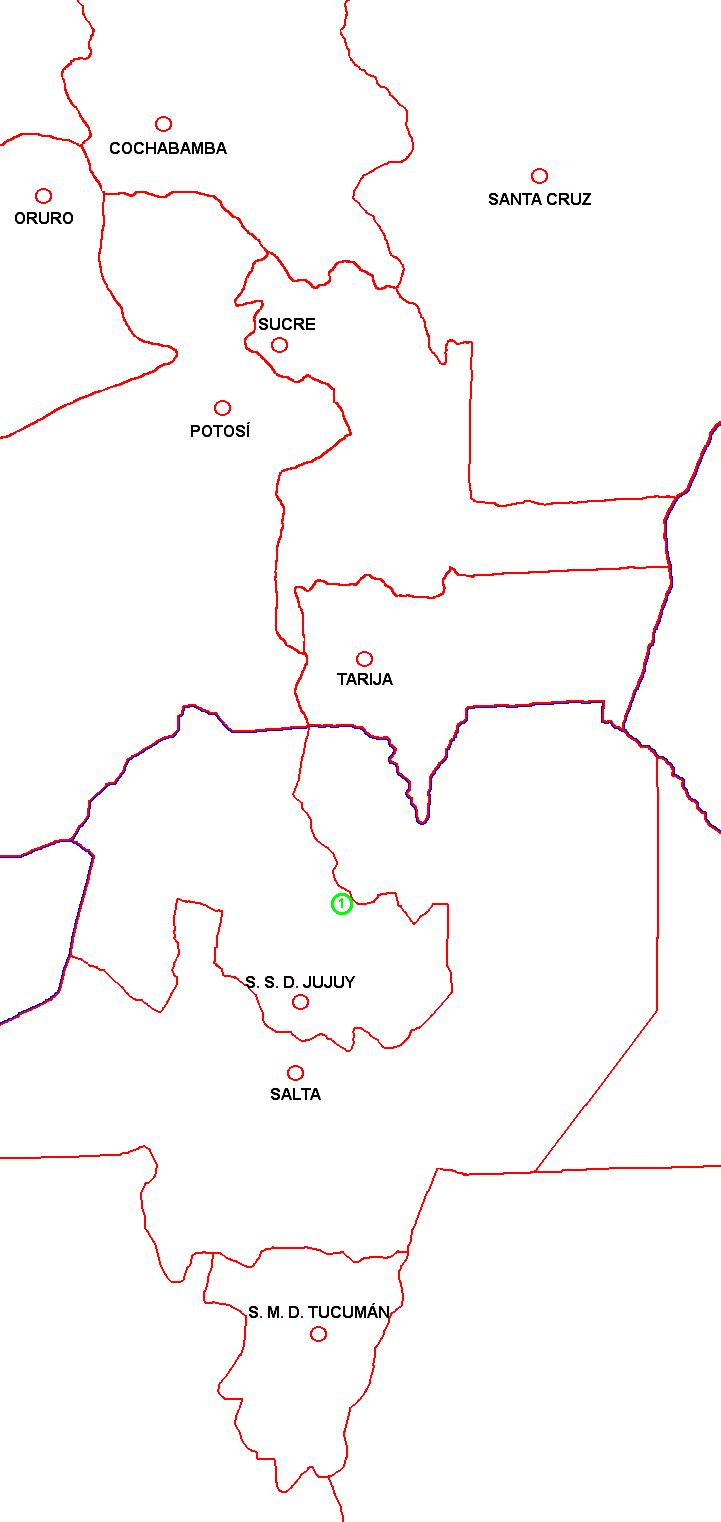
Mapa rozšíření R. fabrisii var. aureiflora

Květy žluté, poněkud menší než u var. fabrisii, asi 25 mm dlouhé a široké; květní lůžko a trubka stopkovité, růžové s hnědými nahými šupinami; vnější okvětní plátky žluté s načervenalým středním proužkem a špičkou; nitky světle žluté, čnělka a blizna se 6 rameny bělavá, čnělka srostlá s trubkou až do poloviny délky květu. Plod kulovitý, až 6 mm široký, s prosvítající tenkou stěnou, světle nazelenalý až nahnědlý. Semena odpovídající sekci Rebutia, podlouhlá, asi 1 mm dlouhá a 0,6 mm široká, s lesklou černou testou a velkým, vyklenutým, bílým hilem.

### Variety a formy
Rostliny R. fabrisii var. aureiflora jsou v našich sbírkách značně jednotné, ani z naleziště nejsou žádné výraznější rozdíly uváděny. Ve sbírkách se nalézají i rostliny, které vytvářejí mnohem protáhlejší, méně vzhledné stonky. Položka použitá jako typ var. aureiflora byla vybrána ze sběru WR 687, jako R. fabrisii var. aureiflora byl označen také sběr MN 123.

### Výskyt a rozšíření
R. fabrisii var. aureiflora pochází ze severní Argentiny z provincie Jujuy, naleziště variety leží mezi Valle Colorado a Valle Grande v nadmořské výšce 2000 m, u sběru M. Winberga bylo jako místo nálezu uvedeno Valle Grande – Valle Colorado, 2600 – 3000 m.